# Первомайское (Кизлярский район)
Первомайское — село в Кизлярском районе Дагестана. Входит в состав Косякинского сельсовета.

## Географическое положение
Населённый пункт расположен у железнодорожной ветки Астрахань-Кизляр, в 1 км к северо-востоку от центра сельского поселения — Косякино и в 8 км к северу от города Кизляр.

## Население
| 1926 | 1970 | 1989 | 2002 | 2010 | 2021  |
| ---- | ---- | ---- | ---- | ---- | ----- |
| 208  | ↗534 | ↗570 | ↗682 | ↗945 | ↗1236 |

Национальный состав
По данным Всесоюзной переписи населения 1926 года:
| № | Национальность | Численность, чел. | Доля   |
| - | -------------- | ----------------- | ------ |
| 1 | русские        | 185               | 88,9 % |
| 2 | румыны         | 12                | 5,8 %  |
| 3 | украинцы       | 11                | 5,3 %  |

По результатам Всероссийской переписи населения 2010 года:
| № | Национальность | Численность, чел. | Доля   |
| - | -------------- | ----------------- | ------ |
| 1 | даргинцы       | 654               | 69,2 % |
| 2 | аварцы         | 124               | 13,1 % |
| 3 | табасараны     | 71                | 7,5 %  |
| 4 | лакцы          | 30                | 3,2 %  |
| 5 | русские        | 29                | 3,1 %  |
| 6 | другие         | 37                | 3,9 %  |

По данным Всероссийской переписи наслеения 2010 года, в селе проживало 945 человек (479 мужчин и 466 женщин).

## История
Бывшее русское село. В 1977 году в него в плановом порядке переселяют даргинцев из Акушинского района. С конца 1980-х годов в селе начинают селиться аварцы из Цумадинского и Цунтинского районов.